# Challalu, Koratagere
Challalu là một làng thuộc tehsil Koratagere, huyện Tumkur, bang Karnataka, Ấn Độ.